# Vesajärvi (sjö i Birkaland)
Vesajärvi är en sjö i Finland. Den ligger i kommunen Tavastkyro i landskapet Birkaland, i den sydvästra delen av landet, 200 km nordväst om huvudstaden Helsingfors. Vesajärvi ligger 91,5 meter över havet. Arean är 1,45 kvadratkilometer och strandlinjen är 8,22 kilometer lång. Sjön  ingår i Kumo älvs huvudavrinningsområde.   I omgivningarna runt Vesajärvi växer i huvudsak blandskog.